# Mohammad al-Amin-moskén
Mohammad al-Amin-moskén är en sunnimuslimsk moské vid Martyrplatsen i centrala Beirut, Libanon.

## Historik
Arbetet med att bygga moskén inleddes 2003 på initiativ av Libanons dåvarande premiärminister Rafiq Hariri som också kontrollerade företaget Solidere som lett återuppbyggnaden av centrala Beirut med områdena kring moskén. Moskén invigdes 2006, ett år efter att Rafiq Hariri hade dödats i ett attentat.
I dag finns Hariris grav i anslutning till moskén.

## Arkitektur
Moskén ansluter delvis till klassisk osmansk arkitektur och är utrustad med fyra stycken 72 meter höga minareter som är placerade runt den 42 meter höga domen.